# جين غراي
جين غراي (بالإنجليزية: Jean Grey)‏ وتعرف أيضا باسم فتاة مارفل (Marvel Girl)؛ هي إحدى شخصيات الرجال-إكس لمارفل القصص المصورة. تدور قصتها على انها ولدت ولها قوى خاصة بخلاف المتحولين الأخرين، لديها القدرة على تحريك الاشياء دون إستثناء. أيضاً لديها القدرة على التخاطر.

## وصلات خارجية
- جين غراي في ويكي عالم مارفل